# Molokaisumphöna
Molokaisumphöna (Zapornia menehue) är en förhistorisk utdöd fågel i familjen rallar inom ordningen tran- och rallfåglar som förekom i Hawaiiöarna. 

## Förekomst och utdöende
Arten är endast känd från subfossila benlämningar på ön Molokai. Liksom andra sumphöns tros den ha dött ut på grund av en kombination av jakt, habitatförstörelse och predation av den införda polynesiska råttan. Den kan ha överlevt till relativt nyligen; anekdotiska uppgifter från lokalboende om en sumphöna på ön finns noterade 1903 och kan syfta på denna eller någon ännu oupptäckt art.

## Utseende
Molokaisumphönan var flygoförmögen och mycket liten, mindre än alla nu levande arter i familjen rallar. 

## Systematik
Arten beskrevs i släktet Porzana, men DNA-studier visar dock att Gallirallus så som det traditionell är konstituerat är gravt parafyletiskt. De flesta auktoriteter delar därför idag upp ’'Porzana i flera släkten. I andra upplagan av Extinct Birds av Julian Hume förs större mauisumphönan till '’Zapornia, och denna linje följs här.